# Németország nagysebességű vasúti közlekedése

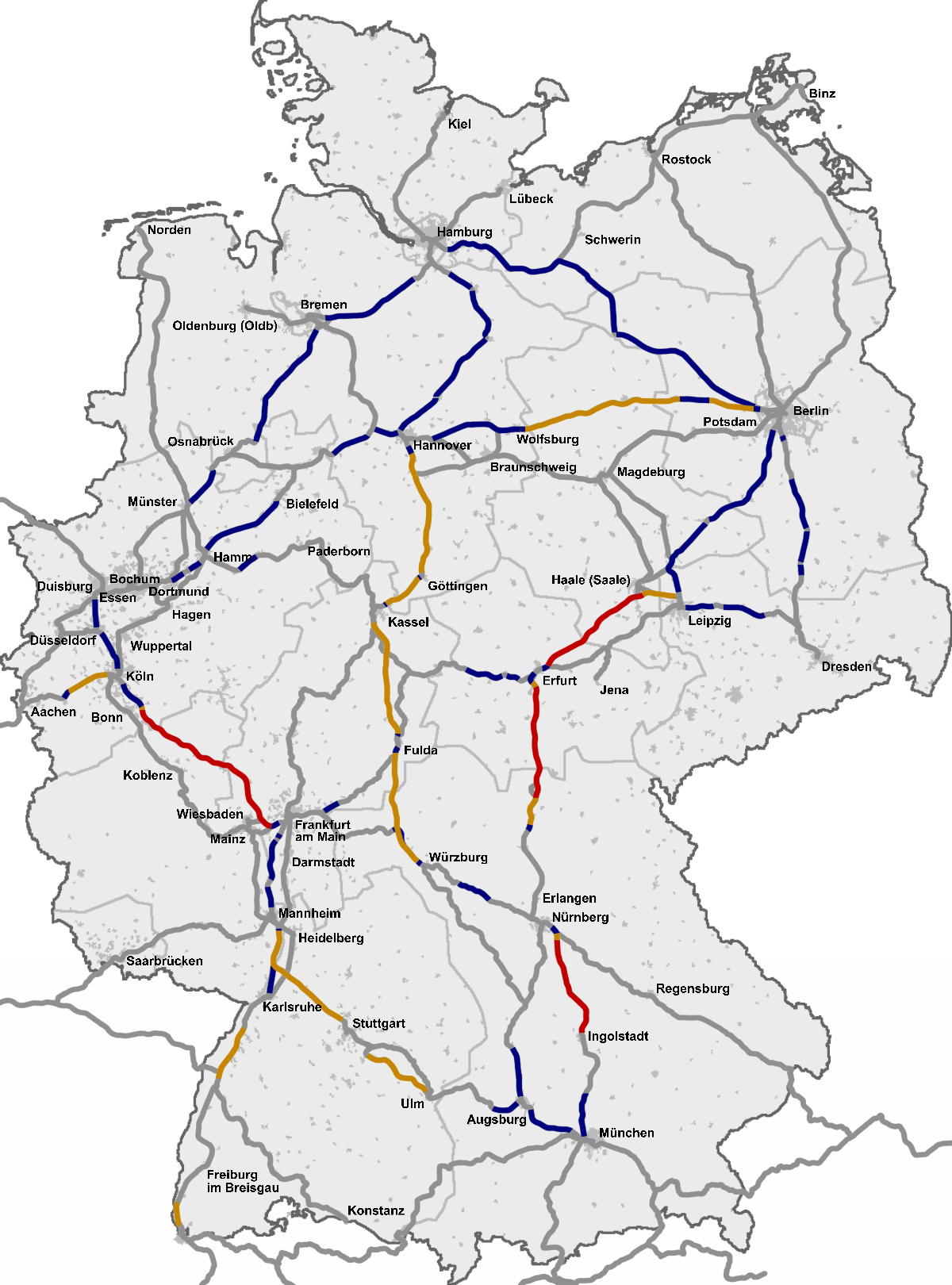
Az InterCityExpress (ICE) hálózat térképe Németországban
Nagysebességű vonalak 300 km/h sebességgel
Nagysebességű vonalak 250 km/h vagy nagyobb sebességgel
Felújított vonalak 200–230 km/h sebességgel
Hagyományos vasútvonalak 160 km/h sebességgel

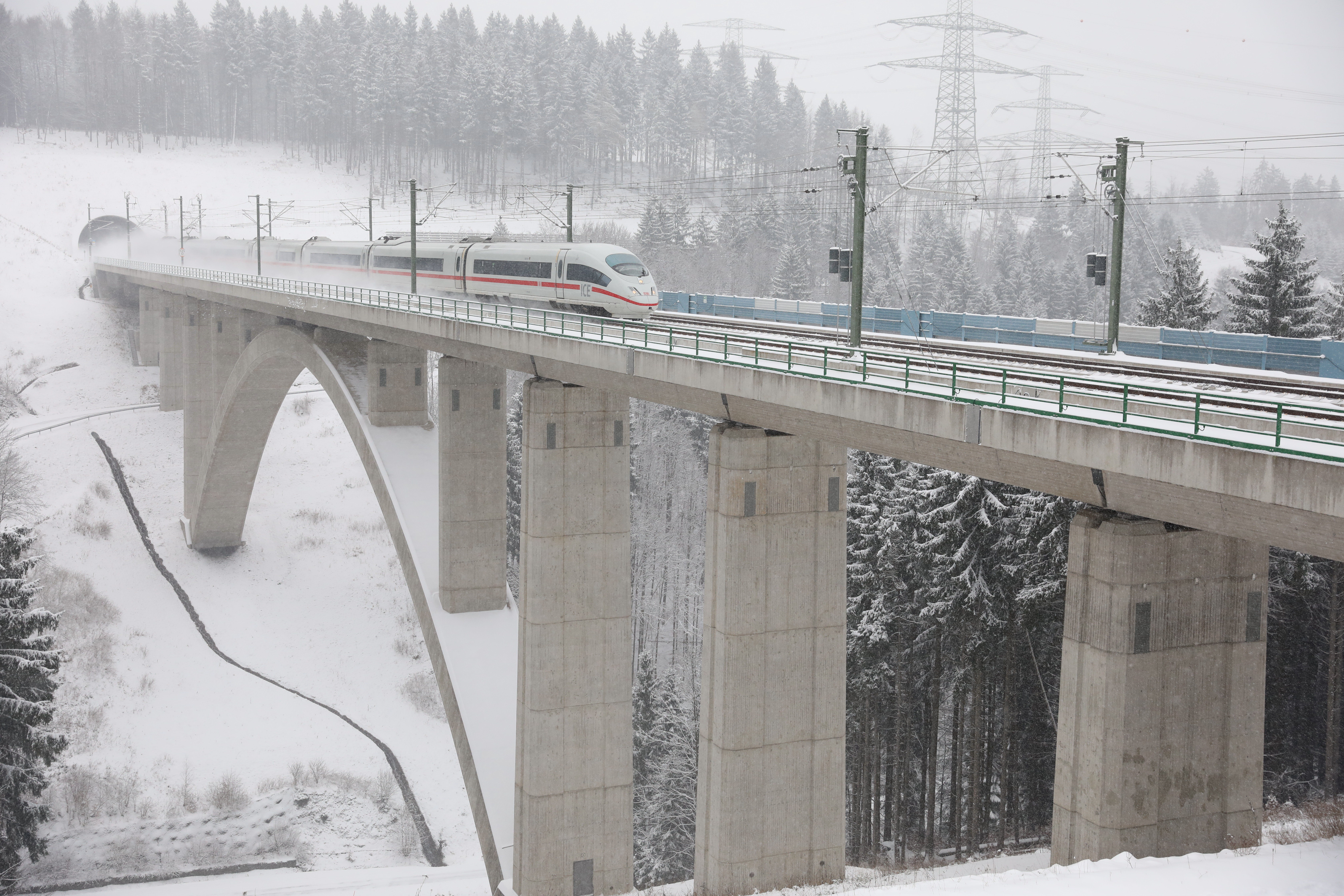
ICE 3 motorvonat Németországban

Az első nagysebességű vasútvonal építése Németországban nem sokkal a francia LGV-k (lignes à grande vitesse, nagysebességű vonalak) építése után kezdődött. Jogi csatározások azonban jelentős késedelmeket okoztak, így a német Intercity-Express (ICE) vonatokat tíz évvel a TGV-hálózat kiépítése után helyezték üzembe.

## InterCityExpress
Az első menetrend szerinti ICE-vonatok 1991. június 2-án közlekedtek az új ICE 6-os vonalán Bahnhof Hamburg-Altona felől Hamburg Hauptbahnhof - Hannover Hauptbahnhof - Kassel-Wilhelmshöhe - Bahnhof Fulda - Frankfurt Hauptbahnhof - Mannheim Hauptbahnhof és Stuttgart Hauptbahnhof érintésével München Hauptbahnhof felé. Az ICE-hálózat szorosabban kapcsolódik a már meglévő vonalakhoz és vonatokhoz, ami Németország eltérő településszerkezetéből adódik, ahol a népsűrűség majdnem kétszerese a franciaországinak. Az ICE-vonatok a forgalomba állításuk után hamarosan elérték az ausztriai és svájci célállomásokat, kihasználva az ezekben az országokban használt azonos feszültséget. 2000-től kezdődően a többáramnemű, harmadik generációs ICE-vonatok Hollandiába és Belgiumba is eljutottak. Az ICE harmadik generációja 330 km/h üzemi sebességgel rendelkezik, és elérte a 363 km/h sebességet.
Az ICE-vonatok francia LGV-kre történő átvételét 2001-ben kérelmezték, és a próbaüzem 2005-ben fejeződött be. 2007 júniusa óta az ICE-k Frankfurtból és Saarbrückenből az LGV Est-en keresztül közlekednek Párizsba.
A japán Sinkanszentől eltérően Németországban már történt halálos baleset nagysebességű járaton. Az 1998-as eschedei vonatszerencsétlenségben egy első generációs ICE 200 km/h sebességgel való haladás közben Eschede közelében katasztrofális kerékhibát szenvedett, miután panaszok érkeztek a túlzott vibrációra. A vonaton utazó 287 utas közül 101 ember meghalt, 88 pedig megsérült a kisiklás következtében, amelyet súlyosbított, hogy a vonat egy közúti hídnak ütközött, és az összeomlott. A baleset a hibás kerékkialakítás következménye volt, és a balesetet követően az összes ilyen kialakítású ICE-kereket újratervezték és kicserélték.

## Nemzetközi üzemeltetők
A Thalys vonatok 1997-ben kezdtek el közlekedni Németországban, a belga HSL 3-ról Aachenbe és Kölnbe a Köln-Aachen nagysebességű vasútvonalon. A TGV POS vonatok 2007-ben kezdtek el közlekedni Németországban, Karlsruhe és Stuttgart között a Mannheim-Stuttgart és Karlsruhe-Bázel nagysebességű vonalakon. A svájci SBB nagysebességű járatai az Új Pendolino segítségével 2017-ben indultak Frankfurtból Milánóba a Karlsruhe-Bázel vonalon.

## Transrapid
Németország kifejlesztette a Transrapidot, egy mágnesvasút-rendszert. A Transrapid akár 550 km/h sebességet is elérhet. Az emslandi tesztpálya, amelynek teljes hossza 31,5 km volt, 2011-ig működött, amikor is bezárták, majd 2012-ben jóváhagyták a bontását. 2004 márciusa óta üzemel Kínában a Sanghaji lebegő mágnesvasút, a németországi Siemensszel együttműködésben épített Transrapid technológián alapuló mágnesvasút.